# ماتياس زينديلار

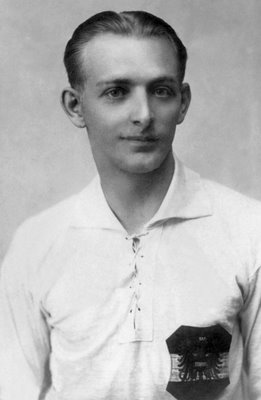
ماتياس زينديلار

ماتياس زينديلار (بالألمانية: Matthias Sindelar)‏ (10 فبراير 1903 – 23 يناير 1939) لاعب كرة قدم نمساوي راحل كان يجيد اللعب في خط الهجوم .
لعب طوال مسيرته الرياضية في أندية هيرتا فيينا (1918-1924) أوستريا فيينا (1924-1939).
مثل منتخب النمسا في 43 مباراة مسجلا 267 هدف (1926-1937). شارك مع منتخب النمسا في بطولة كأس العالم 1934 في إيطاليا حيث احتل المركز الرابع.

## وصلات خارجية
- ماتياس زينديلار على موقع الاتحاد الدولي (مؤرشف)  (الإنجليزية)
- ماتياس زينديلار على موقع قاعدة بيانات كرة القدم.إي يو (الإنجليزية)
- ماتياس زينديلار على موقع ناشيونال فوتبول تيمز (الإنجليزية)

- هذا سيرة ذاتية